# Bourgoin-Jallieu
Bourgoin-Jallieu è un comune francese di 26 219 abitanti situato nel dipartimento dell'Isère della regione dell'Alvernia-Rodano-Alpi.
Ha la denominazione attuale dal 1967; il primo gennaio di tale anno, infatti, fu formalizzata l'unione dei due distinti comuni di Bourgoin e Jallieu, che in un referendum del giugno 1965 avevano deciso di formare un'unica entità amministrativa.
Esso dista circa 35 km da Lione e 70 da Grenoble, i due centri maggiori più vicini.

## Storia

### Simboli
L'emblema civico è stato creato nel 1967 affiancando gli stemmi di Bourgoin (in uso dal 1730) e di Jallieu (adottato nel 1955). Il motto "L'unione fa la forza" ricorda la fusione dei due comuni. Bourgoin aveva come motto Fausta surgunt lumina e Jallieu Courant vers la lumière con riferimento al sole raggiante dello scudo.

## Società

### Evoluzione demografica
Abitanti censiti

## Amministrazione

### Gemellaggi
- Bergisch Gladbach
- Rehau
- Dunstable
- Conselice
- Wu Jiang
- Mut